# Dickens, Texas
Dickens là một thành phố thuộc quận Dickens, tiểu bang Texas, Hoa Kỳ. Năm 2010, dân số của xã này là 286 người.

## Dân số
- Dân số năm 2000: 332 người.
- Dân số năm 2010: 286 người.